# 印度语言史

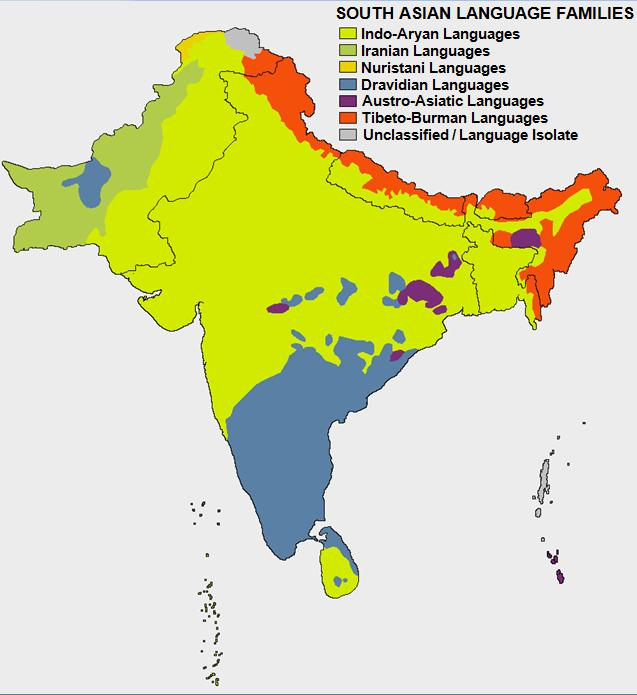
印度次大陆的语系分布。

印度语言分属几个不同的语系，其中分布最广的是印欧语系和达罗毗荼语系，此外亦有许多语言分属不相从属的南亚语系和汉藏语系。印度最早的语言记录出现在公元前3世纪，用于记录古吉拉特语。

## 印欧语系

### 原始印度-伊朗语
原始印度-伊朗语是理论中所有印度-伊朗语支语言的最晚共同直系祖先，即祖语。其与原始印度-伊朗语有相似处，但最终演变出近似于梵语的音素及词法。

### 古印度-雅利安语

#### 吠陀梵语

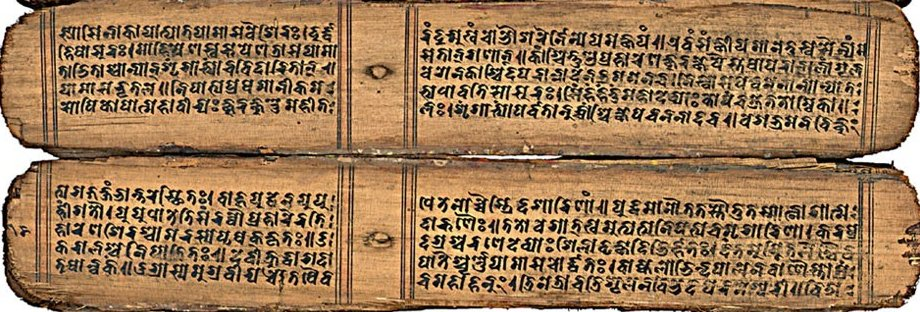
棕榈叶上的《女神颂》手稿，早期菩吉摩尔文，印度比哈尔邦或尼泊尔，11世纪

吠陀梵语是吠陀所用的语言，内容为大量赞美诗、咒语、宗教哲学论述构成的文集，是印度最早的宗教经典以及大部分印度宗教的基础。现代语言学家认为，梨俱吠陀的格律赞美诗是其中年代最早的一批。梨俱吠陀赞美诗在被正式记录下来历经了数个世纪的口口相传，其中最早的大约比婆罗米文引入印度早了约一千年。
吠陀时代终结于奥义书的编写，即构成传统文编中吠陀经文的结尾部分，大约创作于公元前5世纪。这一时期，梵语从由普通人使用的口语，变成了专门用于宗教及学习的第二语言，这标志着印度古典时代的开始。

#### 古典梵语
现存最古老的梵语语法著作是约公元前5世纪波你尼所作《八章书》。本质上它是一部规范语法，即规定而非描述正确梵语的权威。其中也有描述波你尼时代已不再能产的吠陀时代习语。
那时梵语知识象征着社会阶级和所获教育的水平。
吠陀梵语及古典梵语虽然十分相像，却彼此有别，在音系、词汇和语法上都有相异点。

### 中古印度-雅利安语言

#### 普拉克里特诸语言
普拉克里特诸语言（梵语prākṛta प्राकृत，乃प्राकृ的过去分词形式，意为“起源的、自然的、普通的、直率的”，即“地方话”）是被统称为“Prakrit”的一大群印度-雅利安语支语言及方言。一些现代学者将所有“Prakrit”下所属的语言划入中古印度-雅利安语言，另一些学者则强调了这些语言的独立发展，它们常因历史、种姓、宗教及地理学因素与梵语相距甚远。
普拉克里特诸语言后来也进入了文学作品，一般是由有刹帝利种姓认同的国王支持的。最早的普拉克里特铭文是孔雀王朝阿育王时期所写，普拉克里特诸语言下的各种语言之活力也与支持的王朝、宗教与文学经典息息相关。
梵剧中，国王在向女人或仆人演讲时才会说普拉克里特语，梵语则用于朗诵更加正式的演讲之类。
几种戏剧普拉克里特语——首罗犀那语、摩揭陀俗语、马哈拉施特拉语、耆那语，每种都代表了印度文学的一个分支。其他语言则见诸史料，但鲜有语料（如毕舍遮语）。

##### 巴利语
巴利语是中古印度-雅利安语言的一种，上座部佛教经典即主要用它记录。上座部佛教传统认为巴利语即是摩揭陀语，但现代学者则否定了这一可能。巴利语有普拉克里特底层，也可见梵语的影响。
印度西北部健驮逻国的普拉克里特语也称健驮逻语，法句经的一个版本在内的少数文献以佉卢文记载了这种语言。

#### 阿波布兰沙语
普拉克里特诸语言（包括巴利语）逐渐变为一直用到13世纪的阿波布兰沙语。apabhraṃśa意为“堕落、沦陷”，指中古时期没有标准的印度北部方言。耆那教经典中有大量阿波布兰沙语文献。阿米尔·库斯洛和迦比尔用于写作的语言颇接近现代的印地-乌尔都语，而另外的许多诗人，特别是仍由印地人统治的地区的诗人则仍用阿波布兰沙语创作，如迦摩缕波的Sarahapad、达尔的提婆犀那（公元9世纪）、Manikhet的布湿波丹陀（公元9世纪）、帕坦的Dhanapal、Muni Ramsimha、金月、瓜廖尔的Raidhu（公元15世纪）。阿波布兰沙语所见的早期文献之一是迦梨陀娑的优哩婆湿中，洪呼王向森林中的动物询问自己失踪的爱人的情节。

### 现代印度-雅利安语

#### 印度斯坦语
印度斯坦语目前是印度次大陆使用人数最多的语言，也是世界上使用人数第四多的语言。印度斯坦语的演变围绕首罗犀那语、阿波布兰沙语演变来的几种方言展开。耆那教经典《大方广宝箧经》（933）是最早的印度斯坦语文献。:282–现代印地语主要基于卡尔波利方言，其在德里苏丹国统治期间借入了不少波斯语和阿拉伯语词汇；而在现代，阿拉伯-波斯的影响主要见于乌尔都语，印地语受到的影响较小。卡里波利方言也作为一种强势方言在印度北部传播。阿米尔·库斯洛用卡里波立方言和布拉吉语写诗，并将这些语言统称为“Hindavi”。在奉愛運動时期，涌现了大量以卡里波立方言、布拉吉语、印地语写作的诗歌。这种文学作品的代表是16世纪杜勒西达斯的《罗摩功行录》。
英国人在印度建立殖民统治时，发现印地语和乌尔都语之间存在清晰的分野。这一时期帕勒登杜·赫利谢金德尔等人率先开启了现代印地语文学，印地语文学作品中受到梵语的影响也日渐显著。印地语现在是印度北方邦、比哈尔邦、拉贾斯坦邦、贾坎德邦、中央邦、恰蒂斯加尔邦、北阿坎德邦、哈里亚纳邦、喜马偕尔邦9个邦的官方语言。印度独立之后的印地语与英语一同成为了印度中央政府的办公语言。乌尔都语则是巴基斯坦的官方语言及全国的通用语。

#### 马拉地语
马拉地语是从马哈拉施特拉语演变来的几种语言之一。更多的变化产生了古马拉地语等阿波布兰沙语，但Bloch (1970)则认为阿波布兰沙语是在马拉地语从中古印度方言中分化出来之后才形成的。:32能证明马哈拉施特拉语为单独语言的最早语料约诞生于公元前3世纪，是浦那县久纳尔Naneghat一处溶洞外岩壁上，用婆罗米文刻下的铭文。马哈拉施特拉邦政府组建的委员会得到了据称是能证明马拉地语在2300年前就存在的证据，这样一来它和梵语就是并列同源关系。马拉地语确凿可靠的最早语料是1187年之后出土于萨塔拉区的印度铜板铭文（739）。马拉地语铭文在雅达瓦王朝统治期间迅速增长，渐有取代原先卡纳达语和梵语铭文的趋势。:53-54马拉地语在王朝最后半个世纪（14世纪下半叶）成为了铭文中的主导语言，可能是雅达瓦王朝统治者试图与南方讲卡纳达语的曷萨拉王朝划清界限而有意为之。:53
马拉地语随着马拉塔帝国的崛起获得了重要的地位。在希瓦吉治下，公文中的马拉地语的波斯化程度显著减少了：1630年有80%的词汇来自波斯语，到1677年就下降到了37%开始于19世纪初的英属印度在基督教传教士威廉·克理的协助下建立了一套标准的马拉地语语法体系，但他的词典并未收录多少马拉地语词汇，为数不多的词汇还以天城文写就。圣经是第一批被翻译为马拉地语的书籍之一。由威廉·克理主持、由美国及苏格兰传教士进行的翻译活动在19世纪初产生了一种独特的皮钦语，又称作“传教士马拉地语”。
印度独立后，马拉地语成为国家规定的地方语言之一。1956年，孟买邦进行了重组，使得马拉地语地区和古吉拉特语地区大部合并在一个邦下。孟买邦在1960年5月1日进一步重组，使得说马拉地语的马哈拉施特拉邦和硕古吉拉特语的古吉拉特邦得以分立。随着国家和文化保护的发展，马拉地语在1990年代得到了充足的研究。

## 达罗毗荼语系
达罗毗荼语系大约包含73种语言，主要分布在印度南部、斯里兰卡东北部，以及巴基斯坦、尼泊尔、孟加拉国、印度中东部、阿富汗南部部分地区，在海外则分布在英国、美国、加拿大、马来西亚、新加坡等国。
达罗毗荼语系的起源及其演变、分化的过程尚不完全明了，达罗毗荼语系的比较语言学研究也未能改善这一现状。
不过许多语言学家支持达罗毗荼语系使用者发源自印度中部某地，向东、南扩张到现在的分布地区。这是因为南达罗毗荼语族展现出北族没有的语言接触迹象。按照较新的构拟，原始达罗毗荼语在约公元前1500年分化为原始北达罗毗荼语、原始中达罗毗荼语、原始南达罗毗荼语，不过有些语言学家仍认为语族、语支间的差距之大说明分化时间应该更早些。
罗伯特·考德威尔发表的《达罗毗荼语系，或称南印度语系的比较语法》（1856）大大扩张了达罗毗荼语系的范围，并将其确立为世界上的主要语系之一。考德威尔发明的“Dravidian（达罗毗荼）”一词来自梵语 drāvida，本指“泰米尔人”，在7世纪一份铭文中用于指称印度南部的语言。托马斯·布娄和穆雷·埃米诺后来发布了《达罗毗荼词源词典》。

### 泰米尔语历史

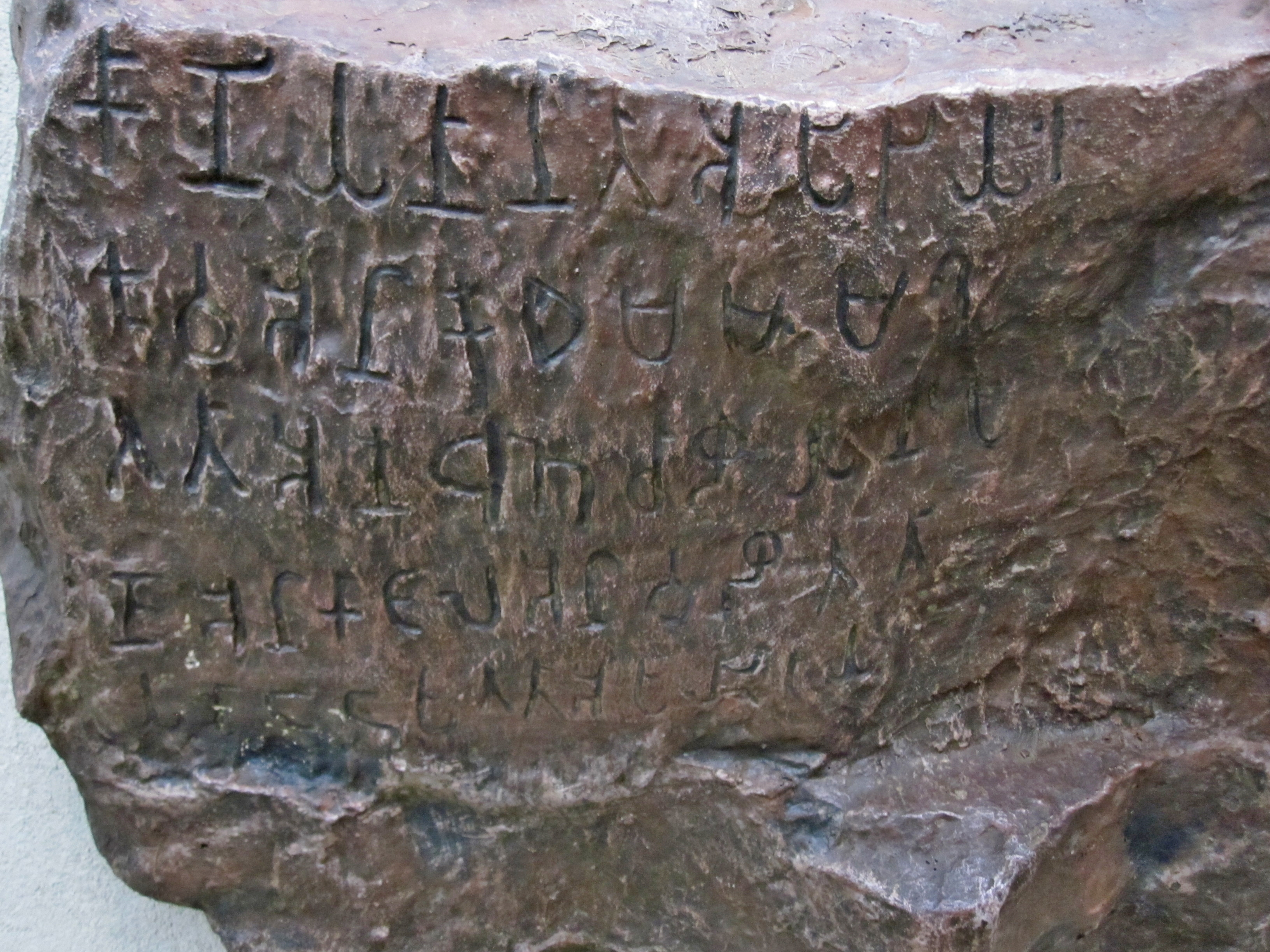
公元前3–2世纪，于Mangulam村发现的泰米尔婆罗米文

语言学构拟支持原始达罗毗荼语的年代约是公元前6千纪。考古证据显示原始达罗毗荼语人群与印度南部的新石器时代文化综合体有关。:249–250原始南达罗毗荼语在公元前2千纪中叶分化出来，最终在大约公元前3世纪演变为卡纳达语。最早的泰米尔婆罗米文大概比泰米尔语的形成略早一点。:250–251在印度所有语言中，泰米尔语是少数几种有着古代文献的一种。
学者们将有文献支持的泰米尔语历史分成三个阶段：古泰米尔语（400BC–AD700）、中古泰米尔语（700–1600）、现代泰米尔语（1600至今）。:75

#### 古泰米尔语
最早的古泰米尔语史料是约公元前6世纪的洞壁及陶器上的短篇铭文，所用文字是婆罗米文的一种变体，称作泰米尔婆罗米文。:90–95最早的古泰米尔语长篇文本是Tolkāppiyam，主要内容为泰米尔语语法及诗歌，其中最古老的部分大约诞生于公元前2世纪。大量古泰米尔语文献得以幸存，其中包括被称作Sangam文集的2381篇诗歌，大部分作于公元1至5世纪之间，是印度现存最古老的世俗诗文集。:70古泰米尔语还有《西拉巴提伽拉姆》《Manimekalai》两篇史诗，以及几篇社会道德说教类文本，创作于5至8世纪期间。:75–6
古泰米尔语保留了原始达罗毗荼语的辅音、:53音节结构:92及不少语法特征。:182–193其中最显著的是缺乏独立的现在时，原始达罗毗荼语也只有过去时和“非过去时”两个时态。古泰米尔语动词还可接一个否定连词（如（காணேன்）“我没看”、（காணோம்）“我们没看”）。:24名词可以像动词一样后接代词：例如（பெண்டிரேம்）“我们是女人”来自（பெண்டிர்）“女人”+-（ஏம்）（第一人称复数标记）。:80
虽然古泰米尔语、中古泰米尔语和现代泰米尔语之间有大量语法变化，但这些阶段存在一定的连续性：语言后期的许多特征都能在古泰米尔语中找到对应。

#### 中古泰米尔语
古泰米尔语到中古泰米尔语的变化大约完成于8世纪，以音韵和语法上的变化为主。音韵上最关键的变化是aytam（ஃ）的消失、:194齿龈鼻音和齿鼻音的混同、:132–133及齿龈塞音变为R音的音变。:213–215语法中，最关键的变化是现在时的产生。现在时产生自动词（கில்），意为“有可能”或“发生”。古泰米尔语中，这个动词用作体标记，表示（几乎）不持续的动作，常和（ன்）等时间标记一同使用。中古泰米尔语中，两者互相结合并演变为现在时标记（கின்ற）。:284–285
中古泰米尔语还受到梵语强烈影响。自帕拉瓦王朝开始，泰米尔语不断借来了相当数量的梵语借词，集中在政治、宗教及哲学概念。:173–174梵语还影响了泰米尔语语法，如格的使用增加、名词作为动词附属词的用法减少；:153–154音韵上亦受到梵语影响。:145–146泰米尔文也在中古泰米尔语时期发生了一定变化。古泰米尔语铭文主要用的是泰米尔婆罗米文和瓦特鲁图文；8世纪之后，一种分化自古兰塔文的文字屡见于帕拉瓦王朝铭文，用于书写梵语，并最终取代了瓦特鲁图文。:208–213
中古泰米尔语可见于大量的铭文、世俗作品及宗教典籍。:119作品包括奉愛運動诗人创作的诗歌，如湿婆教的《泰瓦拉姆》及毘湿奴派的《四千圣赞》，以及改编自宗教传说的作品，如12世纪Kamban编写的泰米尔版《罗摩衍那》、总称为Periyapurāṇam的63位那耶圣人的传说、:155–157早期关于爱情诗的文章Iraiyaṉār Akapporuḷ，以及后来成为书面泰米尔语语法权威的12世纪语法书Naṉṉūl，均是中古泰米尔语时期的作品。:227

#### 现代泰米尔语

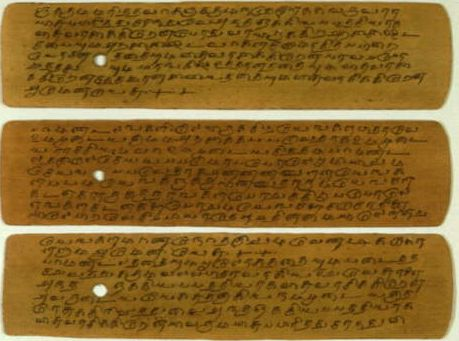
一组棕榈叶手稿，包含泰米尔语的基督教祷告，15至16世纪

Nannul仍是现代（书面）泰米尔语的标准规范语法，但它实际上描写的是13世纪的中古泰米尔语。:2相对地，泰米尔语口语又在其基础上有了另一些变化。例如，动词的否定不再用连词:100，而改用词法、句法手段。:107–108现代泰米尔语口语也发生了几个变化，如在非词尾位置的高元音低化、:125塞音与塞音或R音间的元音消失等。:122–123
与欧洲语言的接触也影响了泰米尔语。书面上，引入了欧洲风格的标点系统、中古泰米尔语不允许的复辅音。句法上，出现了几个新的体助词、允许出现更复杂的句子结构、词序更加固定，与英语的句法论元结构趋同。:65–6920世纪初，泰米尔语言纯化运动迅速兴起，呼吁泰米尔语剔除所有外来成分。这场运动获得了一些达罗毗荼党派及泰米尔民族主义运动家的支持。这使得有相当部分的梵语词被替换成了泰米尔语中对应的词，也有相当部分的梵语词没能被替换。:480

#### 文学
泰米尔语文学有着丰富而悠久的传统，绵延长达两千年。最古老的著作在文学上已经十分成熟，说明其实际发展历程要更长。泰米尔语文学的主要创作者是泰米尔纳德邦泰米尔人、斯里兰卡泰米尔人及世界各地的泰米尔裔。欧洲学者也做出了举足轻重的贡献。泰米尔语文学的历史与泰米尔纳德邦历史同步，紧随不同时期的社会政治趋势。早期Sangam诗歌的世俗性为中古时期的宗教与说教著作铺垫了基础。中古时期的耆那教和佛教学者，以及之后的穆斯林和欧洲学者也为泰米尔语文学的发展添砖加瓦。
泰米尔语文学的复兴始自19世纪末，宗教典籍和哲学论述一改之前佶屈聱牙的文风，使普通人也能乐在其中。民族主义诗人开始运用诗歌的力量影响大众。伴随着文学的发展，泰米尔语散文扎根发芽，小说开始涌现。

### 卡纳达语历史

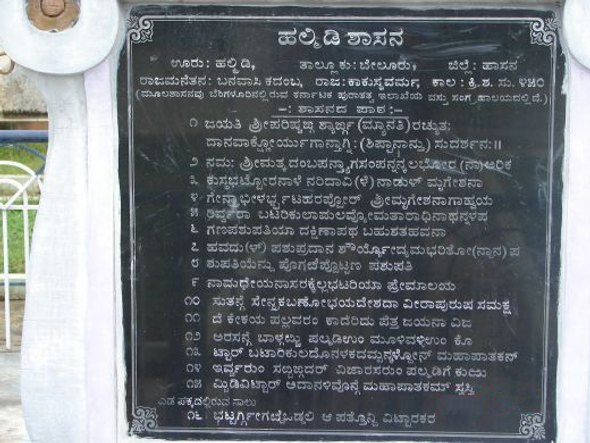
Halmidi铭文仿制品

卡纳达语是印度南部最古老的几种语言之一。:5-6卡纳达语口语可能比泰米尔语更早从祖语中分离出来，大约与图卢语同时。考古证据表明卡纳达语在1600–1650年间有了书面形式。卡纳达语最初的演变与其他南印度语言类似。

#### 演化阶段
直到Halmidi shasana（石刻）时，卡纳达语才成为官方语言。

##### 600 – 1200 AD
这一时期，卡纳达语经历了频繁的变化，可见于Pampa、Ranna和Ponna的诗作。

##### 1400 – 1600 AD
被称作“印度中世纪之黄金时代”的毗奢耶那伽罗王朝的卡纳达语和泰卢固语文学都有了长足发展。在室利奎师那统治期间，诞生了许多巨著。诗人库马拉·毗耶娑用卡纳达语写下了六句一节的摩诃婆罗多。这一时期也见证了Dasa Sahitya的起源。Purandaradasa、Kanakadasa编写了几首歌颂室利奎师那王的长诗，开辟了卡纳达语文学的一个新维度。

#### 石刻铭文
卡纳达语最早的书面记录可追溯到阿育王的《布拉马吉里山铭文》（公元前200）。最早的足够长的卡纳达语石刻铭文用经过改造的婆罗米文或称古卡纳达文书写，可见于刻于约450年的哈尔米帝铭文、刻于约500年的Chikkamagaluru铭文，说明卡纳达语此时已经可用于行政命令。:10截至目前已经发现了超过3万块卡纳达语铭文。在哈尔米帝铭文之前，就已经有相当数量的铭文包含卡纳达语单词、短语及句子。普拉凯辛一世下令开凿的巴达米崖刻，其内容就是用古卡纳达文写就的梵语文本之一。:58

#### 铜板与手稿

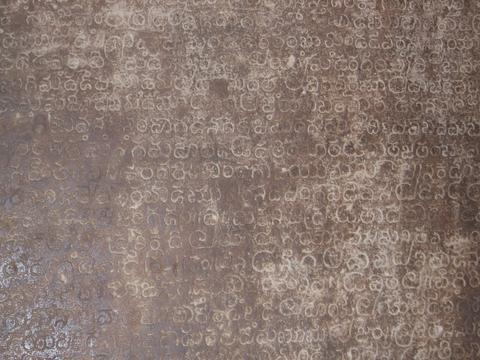
Badami Chalukya铭文，古卡纳达文，帕塔达卡尔建筑群西方广目天王寺，745

早期的梵语-卡纳达语双语铜板铭文是444年西恒伽王朝时期刻下的Tumbula铭文最早的古卡纳达文长文本（8世纪初）是南卡纳达县Belmannu出土的阿鲁巴王朝Aluvarasa二世铭文，展示着他的王徽——双冠鱼。:97最古老的以古卡纳达文写就的保存完好的棕榈叶手稿是Dhavala经，定年结果为约公元9世纪，现藏于南卡纳达县Mudbidri耆那班达尔。手稿中也混有1478年用墨水写的几页。

### 泰卢固语历史

#### 起源
泰卢固语是一种高度梵化的达罗毗荼语，如泰卢固学者C.P Brown在其著作《泰卢固语语法》第266页所讲：“如果我们在语言方面有任何真正的进步，学生都将需要梵文字典的帮助。”包含泰卢固语的普拉克里特铭文可追溯到公元前400–100年，出土于贡土尔区Bhattiprolu村。其中一块铭文大意为：“尊敬的Midikilayakha法师赠与的石板”。

#### 阶段
自公元575年以来，铭文和文献中就能不断出现泰卢固语的蛛丝马迹。从中可以还原出泰卢固语的大约4个语言发展阶段：

##### 575 –1100
第一块完全以泰卢固语写就的铭文实际上对应泰卢固语演变的第二阶段。这块刻于575年的铭文出土于丘德达帕和卡努尔地区，是敢于打破当时使用普拉克利特语书写诏书的范例的Renati Cholas家族所刻。在之后50年间，泰卢固语铭文还出现在临近的阿纳恩塔普尔等地区。安得拉邦最早的泰卢固语铭文刻于约633年。
大约与此同时，位于今日特伦甘纳邦的遮娄其王朝也开始用泰卢固语书写铭文。这一时期泰卢固语受到的梵语影响大于普拉克利特语，与其他语言的交流催生了泰卢固语文学的诞生。最古老的泰卢固语石刻铭文之一包含刻于946-968年间的11行铭文，见于特伦甘纳邦格里姆讷格尔县Kurikyala村一块名为Bommalagutta的岩壁上。这首泰卢固歌谣是Pampa的弟弟Jinavallabha的作品，他是遮娄其王朝Vemulavada国王Arikesari三世的宫廷诗人。这种文学作品最初见于统治者的宫廷铭文及诗歌中，后来也见于如Nannayya的《摩诃婆罗多》（1022）等的书面文献中。在Nannayya的时代，书面用语和口语开始分离，口语中发生了不少书面语没有采用的音变。

##### 1100  – 1400
第三阶段的特点是文学语言的进一步风格化和复杂化。Ketana（13世纪）事实上禁止了诗歌作品中白话的使用。这一时期泰卢固文从泰卢固-卡纳达文中分离出来，:78–79Tikkana就用泰卢固文写他的作品。

##### 1400–1900
泰卢固语经历了大量变化（如其他印度语言一样）。特伦甘纳邦的语言受穆斯林影响开始分化为一种独特的方言：图格鲁克王朝的伊斯兰教统治早在14世纪就在德干高原北部确立了，而奎师那河（位于拉雅拉西马地区）以南的地区则自1336年至17世纪末都受毗奢耶那伽罗王朝统治，在16世纪室利奎师那德瓦拉亚治下，泰卢固语文学达到了后世所谓黄金时代。陀拉巴卡·安纳马查拉（Taḷḷapāka Annamācārya）的《Padakavithapithamaha》为泰卢固语贡献了许多“原始”泰卢固Padaalu。在17世纪下半叶，穆斯林政权进一步向南延伸。1724年，Asaf Jah王朝建立了海得拉巴土邦。这之后泰卢固语受到了波斯语、阿拉伯语的影响。19世纪初的散文Kaifiyat中可见这种影响。

##### 1900至今
19世纪末、20世纪初这段时间，在英属印度治下，英语和现代通讯/印刷业的影响越来越大，属于马德拉斯省的地区尤甚。这一时期的文学作品融合了古典和现代的特点。
自1930年代以来，随着电影、电视、广播、报纸等大众媒体的引入，以往专属于精英阶级的泰卢固语书面语也能被普通人接触到。书面语在学校也是一种教学标准。由于定居在国外的泰卢固语使用者越来越多，泰卢固语也和其他印度语言一样经历了全球化的过程。现代泰卢固语电影虽然仍保持了其戏剧性的品质，但在语言上，和“后独立”电影是不同的。

#### 卡纳蒂克音乐
卡纳蒂克音乐是从古印度民俗演变来的印度传统音乐的两个主要分支之一，对所有印度南部各邦的文化和语言有着深刻影响，大多数齐颂（Kirtana）的语言是卡纳达语和泰卢固语。Purandara Dasa据说用卡纳达语创作了至少25万首歌曲，被誉为“卡纳达音乐之父”。
泰米尔纳德邦以东从南边的Tanjore直到北边的安得拉邦，在17、18世纪被称作卡纳蒂克地区（Carnatic）。Robert Clive吞并Trichirapali的卡纳蒂克战争与此有关。18世纪以来盛行于此的音乐被称作卡纳蒂克音乐，现有的传统很大程度上是高韦里河三角洲的坦贾武尔公国的音乐生活的产物，具有独特的一致性。坦贾武尔地处朱罗王朝（9至13世纪）的中心地带。16世纪上半叶后段，毗奢耶那伽罗王朝任命了一位泰卢固人Nayak总督（Raghunatha Nayaka），从而建立了使用泰卢固语的地方法制。Nayak人担任相当于今日泰米尔纳德邦的地区的总督，总部设在坦贾武尔(1530–1674)和马杜赖(1530–1781)。在毗奢耶那伽罗王朝灭亡后，坦贾武尔和马杜赖的Nayak人宣布独立并统治了150年，最后被马拉地人打败。这一时期，一些泰卢固人举家从安得拉邦迁徙到坦贾武尔和马杜赖。卡纳蒂克音乐的大多数伟大作曲家就属于这些迁来的泰卢固家族。
泰卢固语词汇以元音结尾，许多人认为这是一种适合音乐表达的特点。卡纳蒂克音乐作曲家中，蒂亚格拉贾和Syama Sastri的作品主要是用泰卢固语创作的，而Muttuswami Dikshitar的则以梵语歌词而闻名。蒂亚格拉贾为人所知主要是因其奉献精神和krithi的bhava，后者指一种将歌曲分为pallavi（第一部分）、anupallavi（紧随pallavi的押韵部分）、charanam（作为副歌的诗节）。他的kriti歌词几乎都是梵语或泰卢固语（当时的宫廷用语）。Syama Sastri的父亲是马杜赖米纳克西神庙的法师，教给了他泰卢固语和梵语。Syama Sastri的歌词大多用的是泰卢固语，扩大了其流行的影响力。他最著名的作品包括赞美米纳克西神庙女神的九部krithi诗（Navaratnamaalikā），以及赞美Kamakshi的18部krithi诗。除了创作krithi诗之外，他还将原本用于舞蹈音乐的svarajati改编成了纯音乐形式。

### 马拉雅拉姆语历史
马拉雅拉姆语大约在6世纪在与现代喀拉拉邦相吻合的地区分化出来。马拉雅拉姆语作为一种独立语言的发展特点是在词汇和语法上受到部分梵语的影响，这在Thunchaththu Ezhuthachan创作的阿迭陀曼罗摩衍那中达到顶峰，这一版本的罗摩衍那标志着现代马拉雅拉姆语的诞生。Ezhuthachan的作品也巩固了马拉雅拉姆文，这种文字混合了泰米尔瓦泰卢杜文和古兰塔文元素，产生了能兼容印度-雅利安语和达罗毗荼语音素的字母表。今日，它是22种印度官方语言之一，且在2013年获得印度政府承认为古典语言之一。

## 印度其他语系及语言

### 汉藏语系
汉藏语系语言主要分布在喜马拉雅山脉西部的喜马偕尔邦及印度东北部的高原地带。印度的汉藏语系语言主要有曼尼普尔语、特里普拉语、博多语、{{le|那伽语支|Naga languages||、加罗语。有些传统分类在汉藏语系的语言可能实际上是孤立语或自成语系。

### 南亚语系
南亚语系主要分布在印度东部和东北部。典型南亚语系语言有印度东部、尼泊尔及孟加拉的桑塔利语和蒙达语族语言；印度、缅甸、泰国、老挝、柬埔寨、越南和中国西南地区的卡西族和尼科巴人等民族使用的孟高棉语族语言。南亚语在大约4000-3500年前从东南亚扩散到印度东部。

### 大安达曼语及翁奇语系
安达曼群岛的语言至少能分为两个语系：大安达曼语系及翁奇语系。森蒂纳尔语尚无人调查过，仅知道它分布在北森蒂纳尔岛上。约瑟夫·格林伯格认为大安达曼语系属于印度-太平洋语系的一部分，但这个超语系没有经过比照法的检验。Stephen Wurm则认为它与跨新几内亚语系和其他语系的相似性反映了它们相同的底层。
Juliette Blevins认为，翁奇语系与南岛语系的祖语存在音韵对应关系，这说明它们并列同源，同属于南岛-翁奇语系。

### 孤立语言
尼哈利语是一种分布在中央邦及马哈拉施特拉邦的孤立语言。有证据不足的说法认为其属于蒙达语族。

## 文字

### 印度河文字
印度河文字是与哈拉帕文化（绝大多数遗址分布在现在的巴基斯坦和印度西北部）有关的短串符号，使用时间约是公元前2600–1900年，从使用时间约在公元前3500–3300年的早期印度河文字演变而来。这些文字分布在十几种环境的文本中，最常见的载体是用作印章的长方形平石板。亚历山大·卡宁厄姆在1875年发布了第一份哈拉帕印章的印记，创下了相关研究的先河。自他开始，陆续发现了超过4000件刻有同种文字的器物，有些是在两河流域出土的。公元前1500年之后，印度河文字的使用与哈拉帕文化的最后一个阶段一同神秘地中止、消失了。目前共整理出超过400个独立的符号，但其中有很多彼此很相似，实际上有区别作用的“基础”符号大概有200个。目前尚无人破译成功并博得学术界的公认，有些学者干脆将其归入类文字。

### 婆罗米文
最知名的婆罗米文文本是石刻铭文《阿育王诏书》，年代为公元前3世纪。最近斯里兰卡及泰米尔纳德邦的考古研究运用放射性碳定年法和热释光测年法发现，泰米尔婆罗米文的使用时间可上溯至公元前6世纪，说明婆罗米文在公元前6世纪之前就已经在印度次大陆普及开来了。
婆罗米文后来衍生出婆罗米系文字，现代主要分布在南亚及东南亚，向北远至蒙古，韩国的谚文一说也来自此源。婆罗米文数字系统是阿拉伯数字的直系祖先。
一般认为婆罗米文来自一种闪米特字母，譬如帝国阿拉米字母。同时的佉卢文显然也是这种情况，它诞生于阿契美尼德帝国治下的印度西北地区。李斯·戴维斯认为，婆罗米文字的原型可能是由商人从中东带到印度的。另一种可能是阿契美尼德帝国（公元前6世纪末）引入印度。人们常从谚文的创制猜测，婆罗米文也是阿育王手下发明，用来传播法令的。
最古老的婆罗米文字使用证据似乎是斯里兰卡阿努拉德普勒遗址出土的碎陶片上的字迹，定年结果显示为公元前4世纪初。更早的泰米尔婆罗米文陶片字迹出土于印度泰米尔纳德邦阿迪查那鲁尔，放射性碳定年结果显示为公元前6世纪。
婆罗米文的起源仍有争议，大多数学者认为婆罗米文来自、或受青铜中期文化时期字母的影响；其他学者多认为婆罗米文可能与印度河流域文明的印度河文字有关。:20

### 佉卢文
佉卢文是一种古元音附标文字，印度西北部的健驮罗文化用它书写健驮罗语和梵语。佉卢文自公元前4世纪开始使用，到约公元3世纪在其故地消亡。佉卢文沿丝绸之路传播，在和田和尼雅遗址可能一直存活到7世纪。
学者们并不清楚佉卢文是自己一点一点演变而来的，还是由某个人发明的。对字形的一项分析显示其与阿拉米字母有着清晰的分界，但为适应印度语言的音素做出了一些调整。一种可能性是，阿拉米字母随公元前500年阿契美尼德帝国的征服抵达印度，并在接下来200多年里不断演变，最后在公元前3世纪定型。然而这一时期没有任何形式的阿拉米字母文本幸存下来。另外，公元前3世纪的石刻、货币铭文上的文字十分成熟，缺乏演化中间阶段的证据。
最近，佉卢文研究随着犍陀罗语佛教原稿的发现而兴旺起来，它是一套桦木树皮手稿，出土于阿富汗哈达城附近，在开伯尔山口西侧。手稿在1994年被捐给大英博物馆。整个手稿集的定年结果为公元1世纪，是现存最古老的佛教手稿。

### 笈多文
笈多文曾用于书写梵语，与物质丰富、宗教昌明的笈多王朝有关。笈多文分化自婆罗米文，后来演变为悉昙文和孟加拉－阿萨姆文。

### 悉昙文
悉昙文（梵语意为“完善的”）来自笈多文。悉昙文是一种元音附标文字或音节音位文字，每个字符表示一个音节。如果没有标记，则默认元音为短a。变音符号表示其他元音、纯鼻音（anusvara）、送气元音（visarga）。特殊符号（virama）可用于表示此辅音不接任何元音，这偶尔见于梵语。
日本真言宗仍保留着用悉昙文书写曼怛罗咒语、抄写契经的做法。空海在唐朝和那烂陀寺僧人一同学习梵语，806年从唐朝带回了悉昙文。从印度流传到唐朝的契经所用的文字有很多种，悉昙文是其中最主要的。到空海学习悉昙文时，作为通往印度的贸易及朝圣路线的丝绸之路中亚段被阿拔斯王朝截断。9世纪中叶，唐朝发生了针对外来宗教的清洗运动，意味着日本与悉昙文本来源的联系被切断了。于是，随着时间推移，城文在印度逐渐胜过了悉昙文，中国的悉昙文经书陆续失传，日本便成了唯一一处还保存着悉昙文的地方。
悉昙文对假名的演变有着深刻影响：虽然假名的字形派生自汉字，但其以音节为基础的文字特征及排布顺序则与悉昙文相同。

### 城文
城文在约11世纪从悉昙文分化出来。

### 资料
- Annamalai, E.; Steever, S.B. . Steever, Sanford  (编). . Routledge. 1998: 100–128. ISBN 978-0-415-10023-6.
- Bloch, J. . Motilal Banarsidass. 1970  [2022-07-25]. ISBN 978-81-208-2322-8. （原始内容存档于2022-07-25）.
- Steve Farmer, Richard Sproat, and Michael Witzel, The Collapse of the Indus-Script Thesis: The Myth of a Literate Harappan Civilization, EVJS, vol. 11 (2004), issue 2 (Dec)
- Ferro-Luzzi, G. Eichinger. . Asian Folklore Studies (Book Review). 2001, 60 (2): 373–374. JSTOR 1179075. doi:10.2307/1179075.
- Hart, George. . The Journal of the American Oriental Society (Book Review). January–March 2004, 124 (1): 180–. JSTOR 4132191. doi:10.2307/4132191.
- Kamath, Suryanath U. . Bangalore: Jupiter books. 2001 [First published 1980]. OCLC 7796041.
- Kandiah, Thiru. . International Journal of the Sociology of Language. 1978, 1978 (16): 59–76. S2CID 143499414. doi:10.1515/ijsl.1978.16.59.
- Krishnamurti, Bhadriraju. . Cambridge Language Surveys. Cambridge University Press. 2003. ISBN 978-0-521-77111-5.
- Kuiper, F. B. J. . Indo-Iranian Journal. 1958, 2 (3): 191–224. S2CID 161402102. doi:10.1163/000000058790082452.
- Lehmann, Thomas. . Steever, Sanford  (编). . Routledge. 1998: 75–99. ISBN 978-0-415-10023-6.
- Mahadevan, Iravatham. . Harvard Oriental Series vol. 62. Harvard University Press. 2003. ISBN 978-0-674-01227-1.
- Meenakshisundaran, TP. . Poona: Linguistic Society of India. 1965.
- Monius, Anne E. . The Journal of Asian Studies (Book Review). November 2002, 61 (4): 1404–1406. JSTOR 3096501. doi:10.2307/3096501.
- Novetzke, Christian Lee. . Columbia University Press. 2016  [2022-07-25]. ISBN 978-0-231-54241-8. （原始内容存档于2022-05-19）.
- Rajam, V. S. . Journal of the American Oriental Society. 1985, 105 (2): 277–291. JSTOR 601707. doi:10.2307/601707.
- Ramaswamy, Sumathy. . Berkeley: University of California Press. 1997  [2022-07-25]. ISBN 978-0-585-10600-7. （原始内容存档于2008-12-03）.
- Salomon, Richard. . Oxford University Press. 1998  [2022-07-25]. ISBN 978-0-19-535666-3. （原始内容存档于2014-07-06）.
- Scharfe, Harmut. Kharoṣṭhī and Brāhmī. Journal of the American Oriental Society. 122 (2) 2002, p. 391–3.
- Shapiro, Michael C.; Schiffman, Harold F. . Dordrecht: Foris. 1983. ISBN 978-90-70176-55-6.
- Southworth, Franklin C. . RoutledgeCurzon. 2005. ISBN 978-0-415-33323-8.
- Stevens, John. Sacred Calligraphy of the East. [3rd ed. Rev.] (Boston : Shambala, 1995)
- Steever, Sanford. . Steever, Sanford  (编). . Routledge. 1998: 1–39. ISBN 978-0-415-10023-6.
- Steever, Sanford. . Routledge. 2005. ISBN 978-0-415-34672-6.
- Tharu, Susie; Lalita, K. . The Feminist Press at the City University of New York. 1991. ISBN 978-1-55861-026-2.
- Tieken, Herman. . Gonda Indological Studies, Volume X. Groningen: Egbert Forsten Publishing. 2001. ISBN 978-90-6980-134-6.
- Varadarajan, Mu. . 由Viswanathan, E.Sa.翻译. New Delhi: Sahitya Akademi. 1988.
- Zvelebil, Kamil. . Leiden: Brill. 1992. ISBN 978-90-04-09365-2.
- Wilden, Eva. . Wiener Zeitschrift für die Kunde Südasiens (Book Review). 2002, 46: 105–133. JSTOR 24007685.

## 阅读更多
- A Database of G.A. Grierson's Linguistic Survey of India (1904–1928, Calcutta). （页面存档备份，存于）
- Grierson, Sir George Abraham. . The Royal asiatic Society, London. 1906.
- Gramophone recordings from the Linguistic Survey of India (1913–1929), Digital South Asia Library